# Херрелл, Иветт
Стелла Иветт Херрелл (англ. Stella Yvette Herrell, род. 16 марта 1964, Руидозо, Нью-Мексико) — американский политик, представляющая Республиканскую партию. Член Палаты представителей США от 2-го избирательного округа Нью-Мексико (2021—2023).

## Биография
Родилась в Руидозо, штат Нью-Мексико, принадлежит племени чероки. Получила диплом юридического секретаря в бизнес-школе Технического института ITT в Бойсе, штат Айдахо, после его окончания работала риэлтором в Аламогордо, штат Нью-Мексико.
В 2010 году Херрелл была избрана в Палату представителей Нью-Мексико от 51-го округа, победив на внутрипартийных выборах республиканцев инкумбента Глорию Вон с результатом 54,2 % голосов. На основных выборах её поддержали 62,9 % избирателей округа. Успешно переизбиралась в 2012, 2014 и 2016 годах.
В 2018 году баллотировалась в Палату представителей США во втором округе Нью-Мексико, но потерпела поражение от демократки Сочил Торрес-Смолл. В ходе подсчёта голосов Херрелл изначально лидировала, однако Торрес-Смолл победила благодаря заочному голосованию с результатом 50,9 % против 49,1 %. Херрелл заявляла о жалобах на нарушения в процессе подсчёта голосов, но не стала оспаривать результат. В 2020 году опять участвовала в выборах в том же округе и одержала победу, набрав 53,7 % голосов избирателей.
После победы Херрелл в 2020 году, спикер Палаты представителей Нью-Мексико, демократ Брайан Эгольф заявил, что в следующем избирательном цикле границы 2-го округа Нью-Мексико неизбежно будут изменены по итогам переписи населения. В декабре 2021 года новая конфигурация округов была поддержана демократическим большинством обеих палатах заксобрания и утверждена губернатором Мишель Лухан-Гришэм, несмотря на обвинения республиканцев в том, что демократы хотят контролировать все три округа в федеральной Палате представителей. Если старый 2-й округ был в основном сельским, то теперь к нему был добавлен юго-запад агломерации Альбукерке, а часть консервативных нефтедобывающих городков на востоке штата была передана в 3-й округ.
На выборах 2022 года Херрелл проиграла демократу Гейбу Васкесу, получив 49.64 % голосов избирателей против 50,33 % за своего оппонента.
Являлась членом крайне консервативного Кокуса свободы в Палате представителей.